# 普賢菩薩行願品

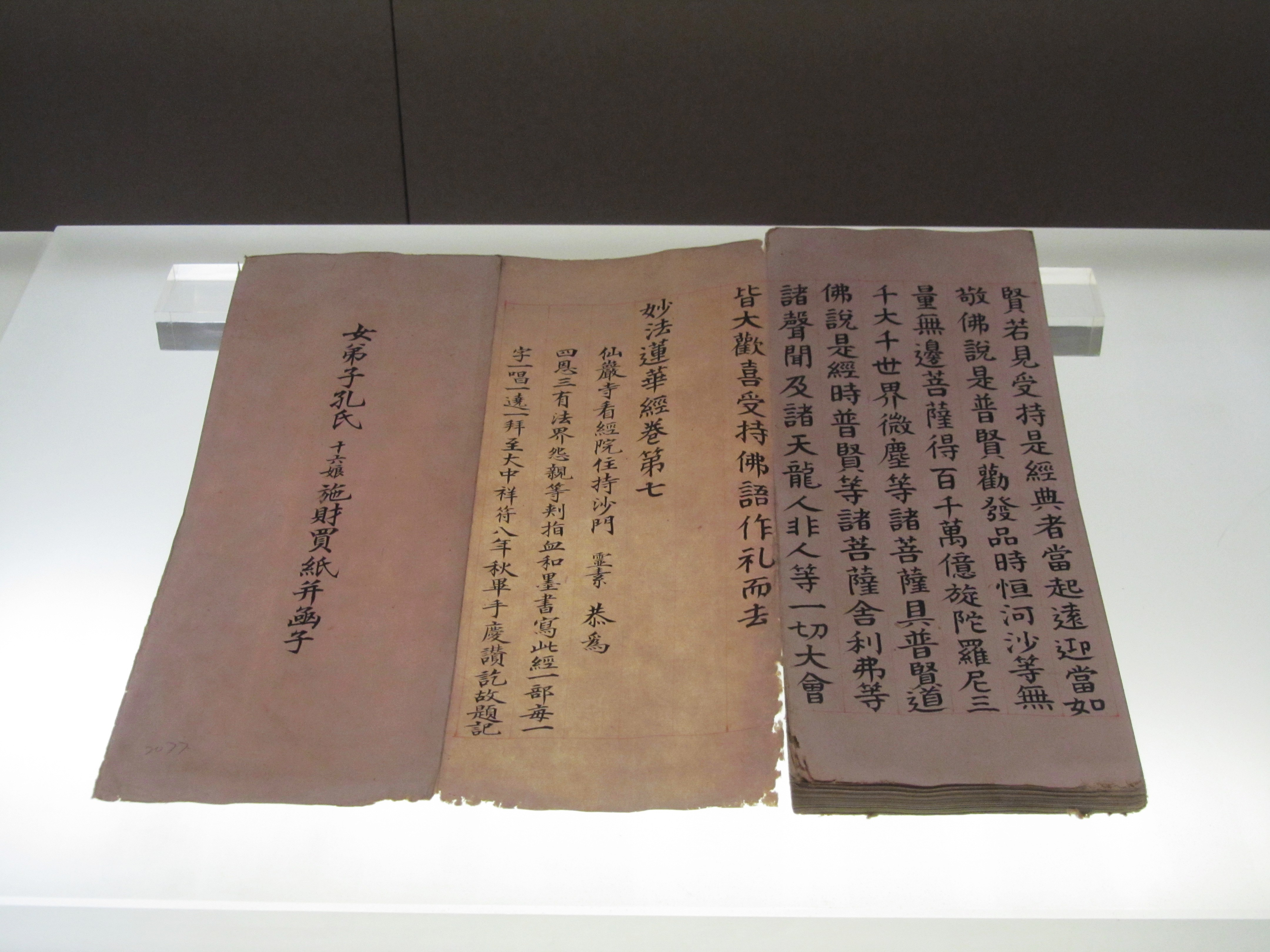
北宋時代の「普賢行願」

普賢菩薩行願品（ふげんぼさつぎょうがんぼん）は浄土宗で唱えられるお経である。略して普賢行願（ふげんぎょうがん）と呼ばれることが多く、普賢行願讃とも言われている。唐の不空によって訳された。浄土三部経（『仏説無量寿経』（『大経』）『仏説観無量寿経』（『観経』）『仏説阿弥陀経』（『小経』）の他にこの普賢菩薩行願と大勢至菩薩念仏圓通章の二つを足して浄土五部経と中国では呼ばれ、非常によく唱えれている。華厳経の一部であり、普賢菩薩の十大願（諸仏を礼敬し、如来を称讃し、広く供養を修し、業障を懺悔し、功徳を随喜し、転法輪を請い、仏の住世を請い、常に仏に随い学び、恒に衆生に順い、普く皆な回向すること）により極楽浄土に行ける内容を善財童子に語っている。また生前などで積み重ねた業や罪を悔い改める懺悔偈（さんげげ）もこの普賢行願の一部であることで有名である。